# Le Bourreau de Venise (film, 1953)
Pour les articles homonymes, voir Le Bourreau de Venise.
Pour plus de détails, voir Fiche technique et Distribution.
Le Bourreau de Venise, également connu sous le titre Le Prisonnier de Venise (I Piombi di Venezia), est un film de cape et d'épée italien réalisé par Gian Paolo Callegari et Vittorio Cottafavi sorti en 1953.

## Synopsis
La flotte commandée par Orsenigo, après une expédition contre les rebelles dalmates, emprisonne leur chef et leur fille Nicla et rentre à Venise. En l'absence du doge, sa femme provoque le commandant de l'opposition en donnant au Conseil des Dix une version différente des événements, exigeant ainsi sa condamnation à mort. Le jeune officier Bragadin, amoureux de Nicla, accuse Orsenigo de s'être emparé d'un important butin provenant du pillage des villages. Le Conseil condamne à mort le chef rebelle et assigne à Orsenigo sa fille comme esclave. Bragadin, pour solliciter le retour du Doge, s'arrange avec Tintoret et d'autres amis pour lui envoyer un messager qui n'arrivera jamais car Donna Diamante Orsenigo le fera tuer. Bragadin, à la suite d'un vif affrontement verbal avec Orsenigo, sera arrêté avec Nicla et condamné à mort. Le Tintoret et les autres amis de Bragadin se révolteront et gagneront la bataille. A l'arrivée du Doge, les coupables seront punis et Bragadin et Nicla seront enfin libérés.

## Fiche technique
- Titre français : Le Bourreau de Venise ou Le Prisonnier de Venise[1]
- Titre original italien : I Piombi di Venezia[2]
- Réalisation : Gian Paolo Callegari, Vittorio Cottafavi
- Scénario : Gian Paolo Callegari, Giuseppe Mangione, Celso Maria Garatti, Vittoriano Petrilli
- Photographie : Massimo Dallamano
- Montage : Loris Bellero
- Musique : Ezio Carabella
- Décors : Giancarlo Bartolini Salimbeni (it)
- Production : Giorgio Venturini
- Société de production : Venturini Produzione
- Pays de production :  Italie
- Langue originale : italien
- Format : Noir et blanc - 1,37:1 - Son mono - 35 mm
- Genre : film de cape et d'épée
- Durée : 88 minutes
- Date de sortie :
  - Italie : 10 février 1953
  - France : 22 mai 1953

## Distribution
- Armando Francioli : Bragadin
- Maria Grazia Francia : Nicla Banich
- Franca Marzi : Fabia
- Massimo Serato : Orsenigo
- Luigi Tosi : Banich
- Giorgio Albertazzi : Capitaine Giuliano
- Nerio Bernardi : Le Doge
- Roberto Risso : Le Tintoret
- Amparo Rivelles : Donna Diamante Orsenigo
- Fiorella Ferrero :
- Enzo Fiermonte :
- Nico Pepe :
- Lina Toccafondi :